# Patrick Reiterer
Patrick Reiterer (* 28. September 1990 in Meran) ist ein italienischer Rennfahrer.

## Karriere
Reiterer begann seine Motorsportkarriere 2000 im Kartsport, den er bis 2006 ausübte. Unter anderem gewann er 2005 die süddeutsche ICA-Kartmeisterschaft. Nachdem er bereits 2006 einen Monoposto getestet hatte, wechselte der Südtiroler 2007 in die italienische Formel Renault und gab sein Debüt im Formelsport. Für AP Motorsport startend wurde er 27. in der Gesamtwertung. 2008 wechselte Reiterer zum Prema Powerteam, für die er in der italienischen Formel Renault und im Formel Renault 2.0 Eurocup antrat. Während er in der italienischen Formel Renault mit einem Podest-Platz den elften Gesamtrang belegte, wurde er im Formel Renault 2.0 Eurocup 27 im Gesamtklassement.
2009 wechselte Reiterer in die internationale Formel Master zum Schweizer Rennstall Iris Project. Mit mehreren Platzierungen in den Punkten belegte der Italiener am Saisonende den neunten Gesamtrang und war damit vor seinem Teamkollegen Simon Trummer, der Elfter wurde, platziert. 2010 wechselte Reiterer in die neugegründete GP3-Serie zu ATECH CRS GP, für die er die ersten zwei Rennwochenenden absolvierte. Er belegte den 33. Gesamtrang.

## Karrierestationen
- 2000–2006: Kartsport
- 2007: Italienische Formel Renault (Platz 27)
- 2008: Italienische Formel Renault (Platz 11); Formel Renault 2.0 Eurocup (Platz 27)
- 2009: Internationale Formel Master (Platz 9)
- 2010: GP3-Serie (Platz 33)

| Personendaten    | Personendaten            |
| ---------------- | ------------------------ |
| NAME             | Reiterer, Patrick        |
| KURZBESCHREIBUNG | italienischer Rennfahrer |
| GEBURTSDATUM     | 28. September 1990       |
| GEBURTSORT       | Meran, Italien           |